# Basic Linear Algebra Subprograms
BLAS (Basic Linear Algebra Subprograms) to wysokiej jakości procedury numeryczne służące do przeprowadzania podstawowych operacji algebraicznych na macierzach i wektorach. Ze względu na funkcjonalność wyróżnia się trzy poziomy BLAS-ów:
- poziom 1 - operacje wektor * wektor,
- poziom 2 - operacje macierz * wektor,
- poziom 3 - operacje macierz * macierz.

Na procedurach BLAS opierają się biblioteki LAPACK i LINPACK.